# Galleria

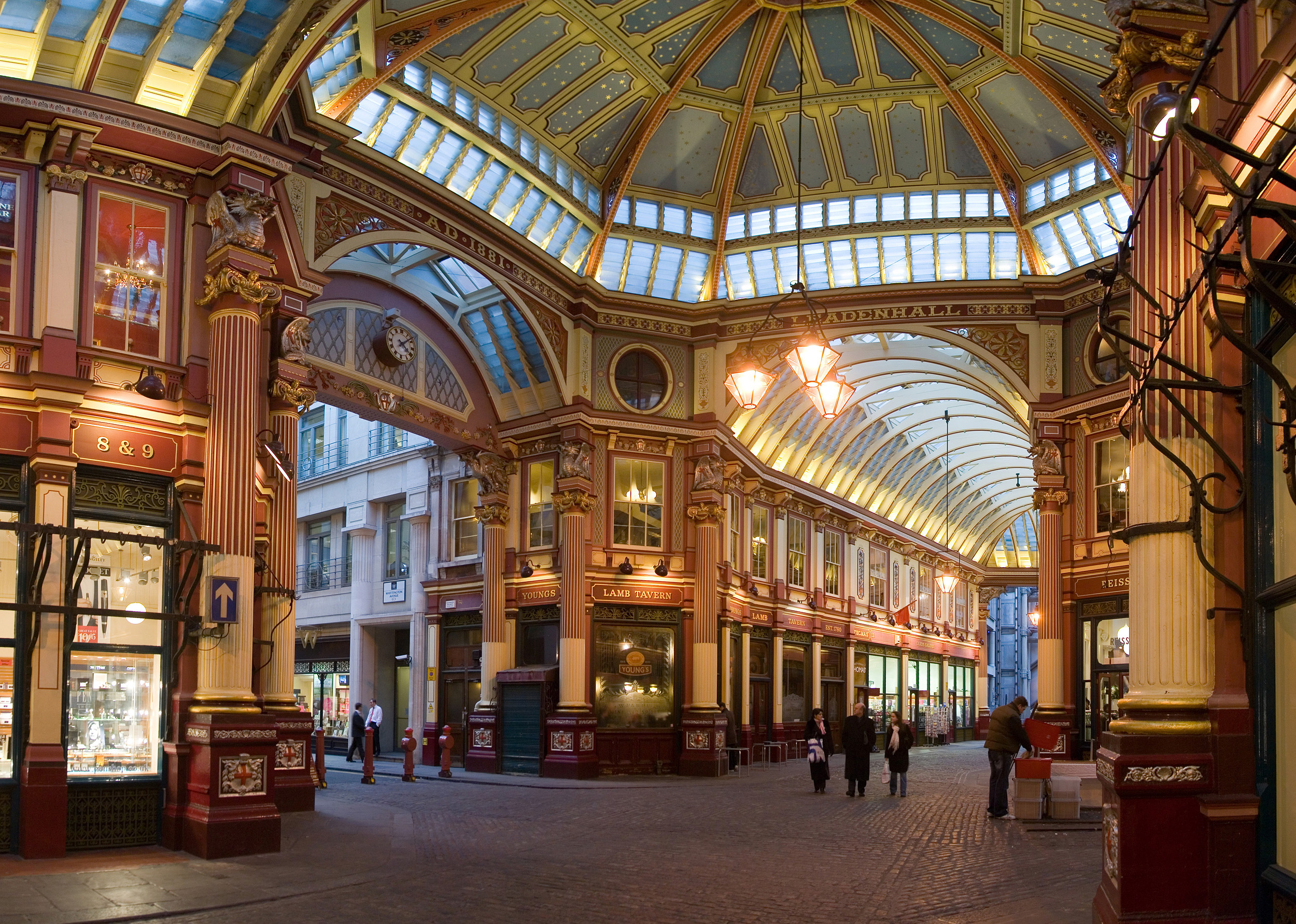
Leadenhall Market i London.

En galleria (ibland även köpcenter, köpcentrum eller shopping-mall) är en inbyggd gågata med butiker. Den kan utgöra eller vara en del av ett centrumområde. Den skiljer sig vanligtvis från ett varuhus genom att butikerna i en galleria oftast har olika namn och ägare. En galleria kan även innehålla restauranger, cafeterior och ibland även varuhus.

## Historia
Trenden med stora affärer inomhus började under 1800-talets industrialisering i storstäderna. I London öppnades butiken Harrods, som köpte upp affär efter affär i kvarteret och sammanfogade dessa till en enda allt större butik. I Paris öppnades på liknande sätt flera storaffärer. En av de gallerior som anses vara bland de första utpräglade galleriorna är Galleria Vittorio Emanuele II i Milano som uppfördes mellan 1865 och 1877.

### Sverige
En av Sveriges äldsta gallerior är Birger Jarlspassagen som skapades 1894–1897 av arkitekt Ludvig Peterson i Stockholm. Shopping i Luleå är Sveriges, och anses vara världens första inomhusgalleria, som öppnades 1955. En av Sveriges första gallerior är också Krämaren i Örebro, delvis ibruktagen 1961 och fullt invigd 1963. Gallerian i Stockholm invigdes i mitten av 1970-talet och Sturegallerian  byggdes mellan åren 1986 och 1989. Från 1980-talet och framåt har många varuhus omvandlats till gallerior. Med detta menas att i stället för en enda stor affär som täcker hela butiksytan, delar man upp utrymmet i många små affärer för att få in mer i samlade hyresintäkter och för att minska beroendet av en enda hyresgäst.

### Gallerior i Sverige

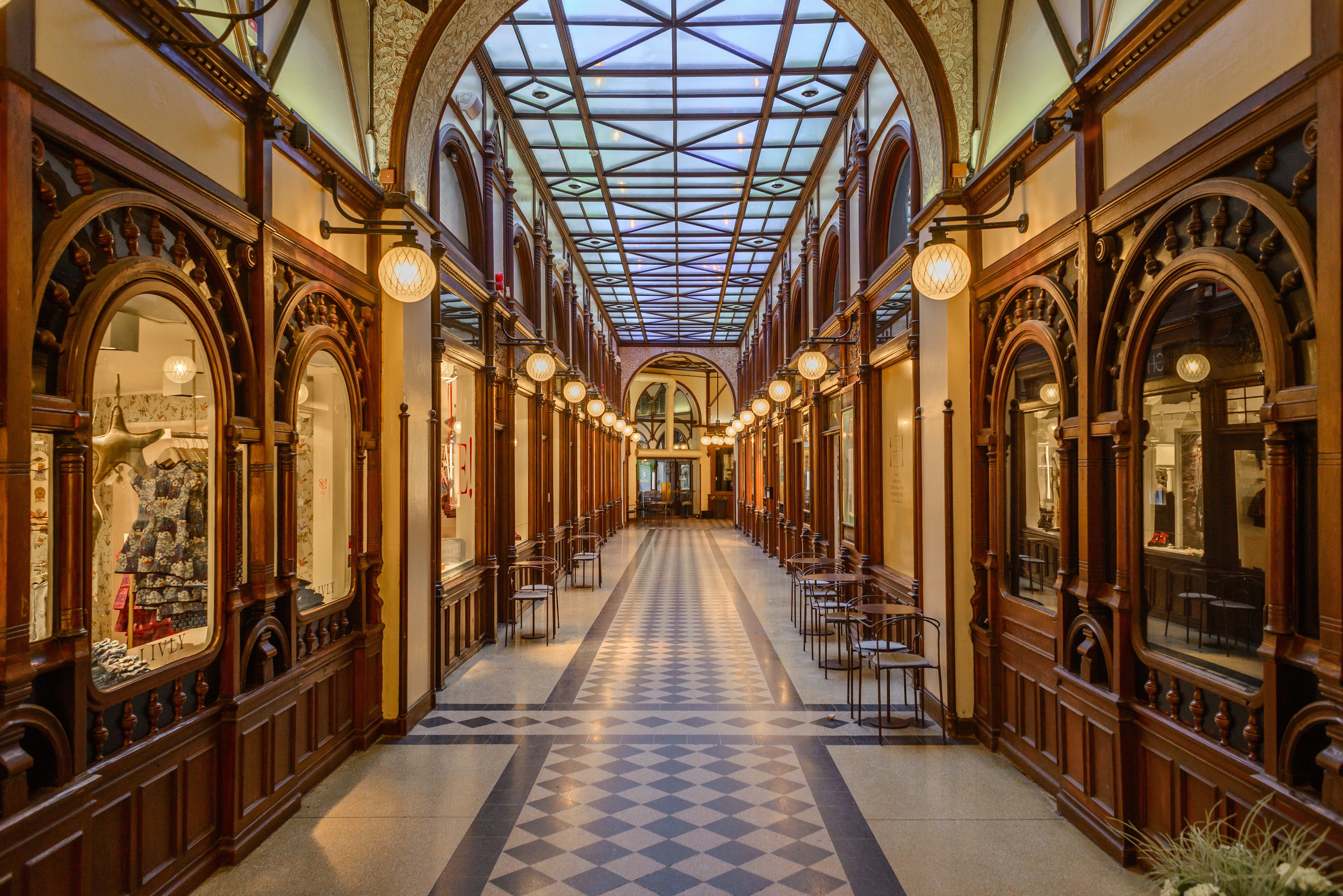
Birger Jarlspassagen.
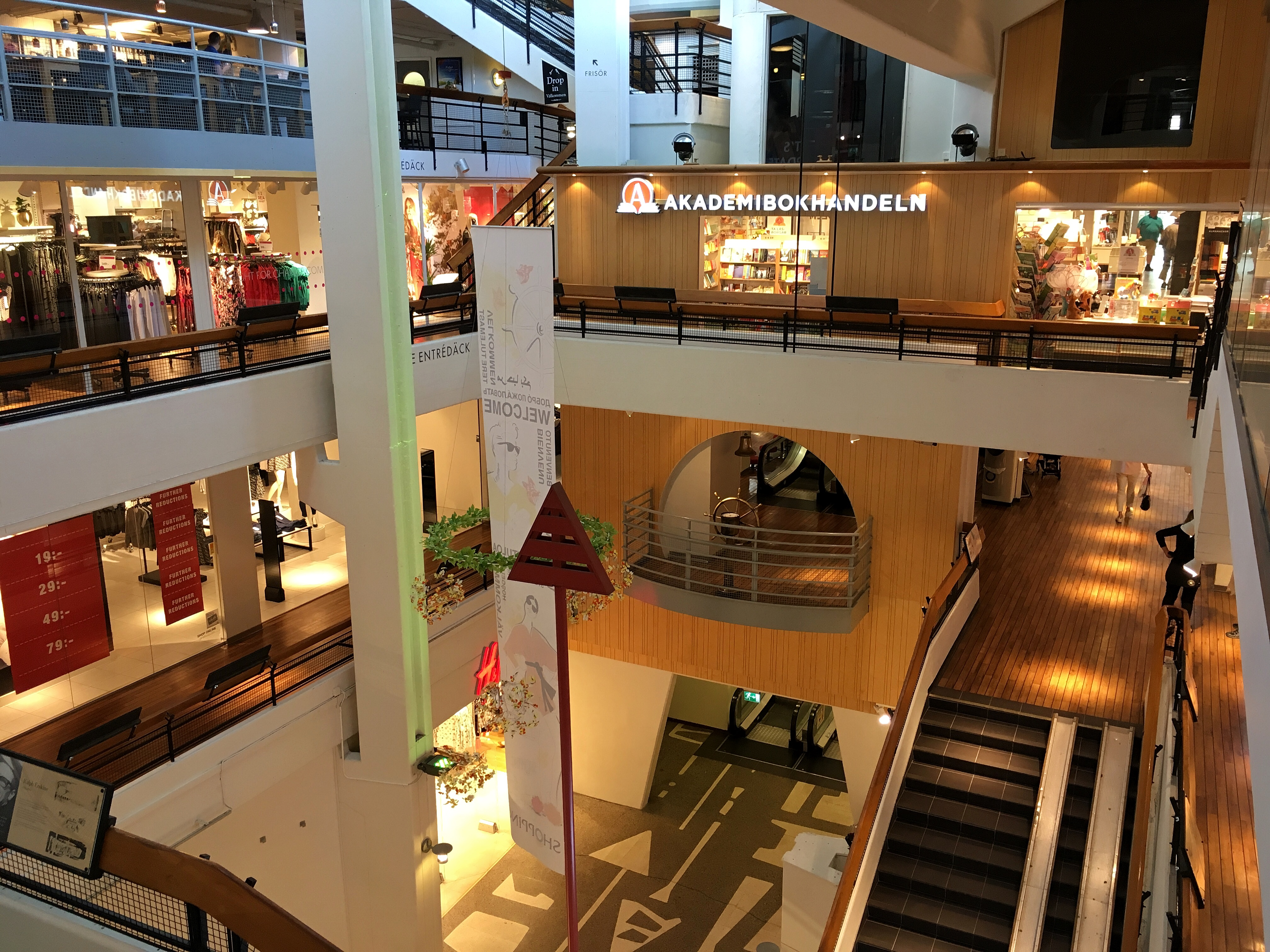
Shopping, Luleå.
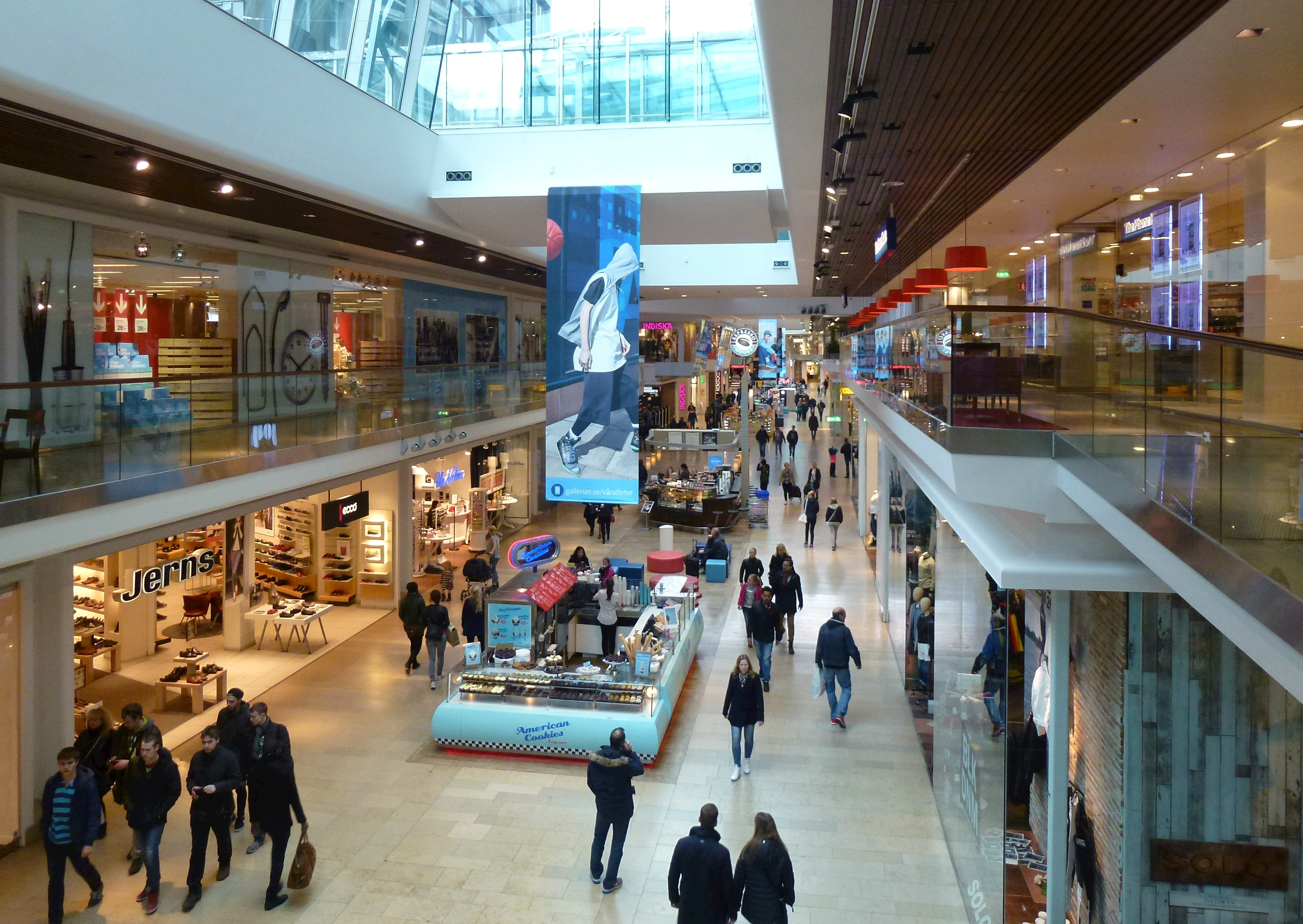
Gallerian.
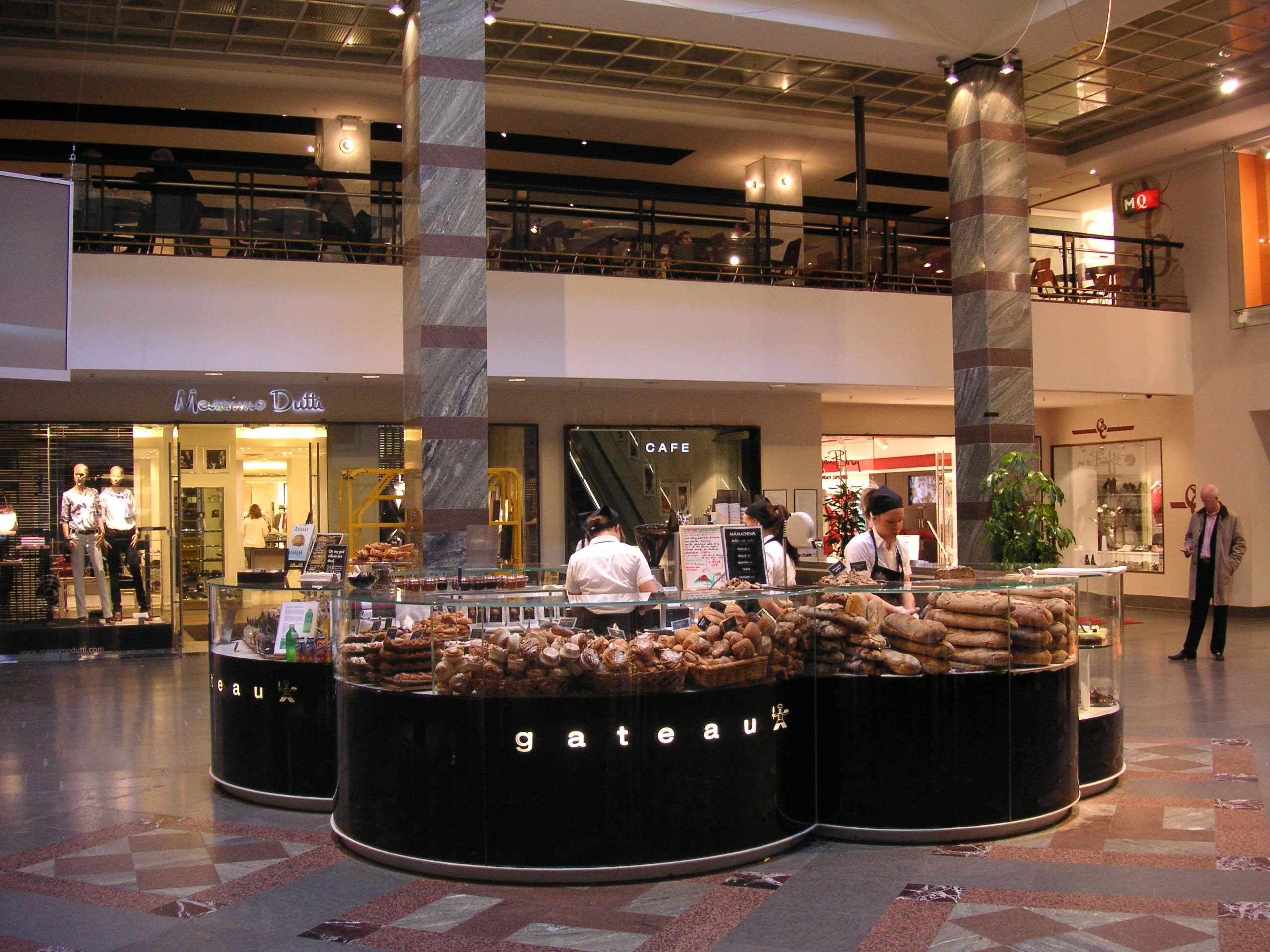
Sturegallerian.